# Waleri Arschba
Waleri Schalwowitsch Arschba (abchasisch Валери Аршба, russisch Валерий Шалвович Аршба; * 4. Oktober 1949 in Tqwartscheli, Abchasische ASSR, Georgische SSR, Sowjetunion) ist ein abchasischer Politiker und ehemaliger Vizepräsident der international nicht anerkannten Republik Abchasien.
Waleri Arschba studierte von 1967 bis 1972 an der Moskauer Lomonossow-Universität Wirtschaftsingenieurwesen. Nach dem Studium kehrte er in seine Heimatstadt zurück und arbeitete in einer örtlichen Baugesellschaft. Von 1973 bis 1974 leistete er seinen Wehrdienst in der Roten Armee ab, wobei er in der Tschechoslowakei stationiert war. Danach arbeitete er zunächst wieder in einem Wirtschaftsbetrieb. Ab 1975 war er im Bereich für Industrie und Transport der Zeitung Tkwartschelski gornjak tätig. Von 1977 bis 1979 arbeitete er als wissenschaftlicher Mitarbeiter der Abteilung für Ökonomie des Abchasischen Instituts für Sprache, Literatur und Geschichte. Ab 1979 war er für die städtische Abteilung der KPdSU in Sochumi und später die Parteigliederung der Abchasischen ASSR tätig.
Nach dem Zusammenbruch der Sowjetunion arbeitete Arschba zunächst als Redakteur der Zeitung Respublika Abchasija. Im Krieg in Abchasien 1992–1993 kämpfte er gegen die Truppen der georgischen Zentralregierung. Von 1993 bis 1994 war Arschba offizieller Vertreter der Republik Abchasien in der russischen Teilrepublik Adygeja. 1995 wurde er Vizepräsident der international nicht anerkannten Republik Abchasien unter Präsident Wladislaw Ardsinba. Während der Eskalation zwischen der georgischen Zentralregierung und den Behörden von Südossetien im Sommer 2004 sagte Arschba, dass seine Regierung die Ereignisse in Südossetien beobachte und bereit sei, Unterstützung zu leisten.
Während der Unruhen im Zuge der Präsidentschaftswahl in Abchasien 2004 bekannte sich Arschba zu Sergei Bagapsch und nicht zu Raul Chadschimba, den Ardsinba als seinen Nachfolger bevorzugt hatte. Daraufhin wurde Arschba seines Postens enthoben.
Bei den Präsidentschaftswahlen 2004 wollte Arschba zunächst selbst antreten, zog seine Bewerbung jedoch vor dem Urnengang zurück und unterstützte Bagapsch. Nach der Wahl wurde er Leiter der Präsidialverwaltung unter dem neu gewählten Präsidenten Sergei Bagapsch. Derzeit ist er der Vorsitzende des Abchasischen Olympischen Komitees.
Im Jahr 2020 sprach sich Arschba für einen Beitritt Abchasiens zur Belorussisch-Russischen Union aus.